# アラン・ロイ・ダフォー

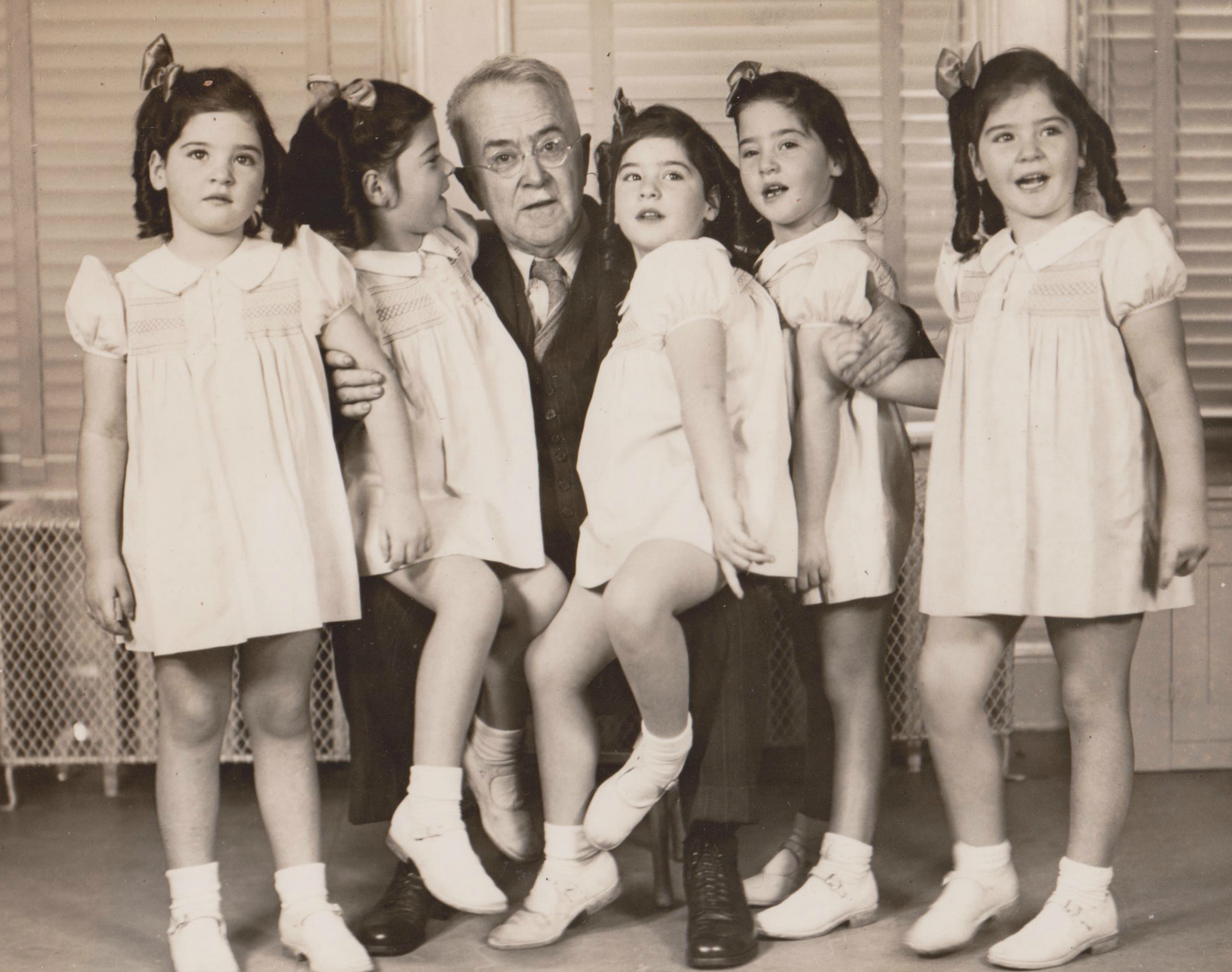
アラン・ロイ・ダフォーとディオンヌ家の五つ子姉妹

アラン・ロイ・ダフォー、OBE（英語: Allan Roy Dafoe , 1883年5月29日 - 1943年6月2日）は、カナダの産科医。全員が幼児期以降まで成長した世界最初の五つ子であるディオンヌ家の五つ子姉妹の出産を手掛け、彼女たちの幼年期の保護者となったことで知られる。

## 伝記
アラン・ロイ・ダフォーはカナダのオンタリオ州マドックにて、1883年5月29日に医師ウィリアム・アラン・ダフォーの息子として出生した。1909年1月に医師の訓練を始めるために同州のキャランダーに居住地を移した。
1934年5月28日にディオンヌ家の五つ子姉妹の出産を手助けするために呼ばれ、五つ子の赤ちゃんと母親エルジールの全員を生存させることに成功した。五つ子誕生のニュースはたちまち世界を駆け巡り、ダフォー自身も一躍世界的に知られるセレブリティとなった。民間レベルでの五つ子の利己的利用を恐れたオンタリオ州政府は両親の親権を剥奪した後に新たに建設した病院内に五つ子を住まわせ、ダフォーを彼女たちの新たな保護責任者に任命した。
物好きな一般人は五つ子に興味を持ち、その姿を見たいと考えた。五つ子の住む特別保育所を取り囲むように、お土産店などの売店がその近くにオープンした。
五つ子の養育を任されたダフォーは医療行為にあまり時間を割かなくなり、他人に仕事を任せるようになった。ダフォーは五つ子の保護者としていくつもの「エンドースメント契約」を交わし、各地を講演して回って多額の講演料を受け取り、裕福な生活を送るようになった。五つ子の養育と医療の功績が称えられ、ダフォーは1935年9月に大英帝国勲章を授与された。
五つ子が主演した3つの映画『五つ児誕生』（1936年）、『五つ児天国』（1936年）、『ファイブ・オブ・ア・カインド』（1938年）ではジーン・ハーショルトがダフォーをモデルとしたジョン・ルーク医師を演じた。ダフォーがこのシリーズの継続に反対したためにシリーズは3作で終了し、『ドクター・クリスチャン』（長期ラジオシリーズ）が製作された。
フランス系カナダ人グループはダフォーを軽蔑し、1938年には「子どもの最善の利益」をないがしろにする医師として彼らから多くの批判を受けることになった。
1943年6月2日に肺炎（およびがんの合併症）により死去。60歳没。トロント市内のパーク・ローン墓地に埋葬された。五つ子の両親が親権を取り返したのはダフォーの死から5か月後のことである。
1994年製作のテレビ映画『ミリオンダラー・ベイビーズ』ではダフォーはよく怒鳴り散らす日和見主義者として描かれている。